# BitTorrent (программа)
BitTorrent, или Mainline, — программное обеспечение для файлообмена по протоколу BitTorrent, разработано создателем протокола Брэмом Коэном. Написано на языке C++.
Существуют версии для ОС Windows, macOS. Для Solaris и OpenSolaris доступна сборка на сайте Blastwave.
Возможен поиск файлов по сети (в окне браузера).
После приобретения µTorrent компанией BitTorrent, Inc. версия BitTorrent для Windows, начиная с 6-й версии, основывается на исходном коде µTorrent и имеет практически одинаковый с ним интерфейс, а разработка версий для Linux была заморожена.
К концу первого квартала 2011 года BitTorrent Inc. планировала выпустить новый торрент-клиент, который сменит BitTorrent. Новая программа является частью экспериментального проекта Chrysalis, основная задача которого — облегчить работу с протоколом.